# 旺角警署

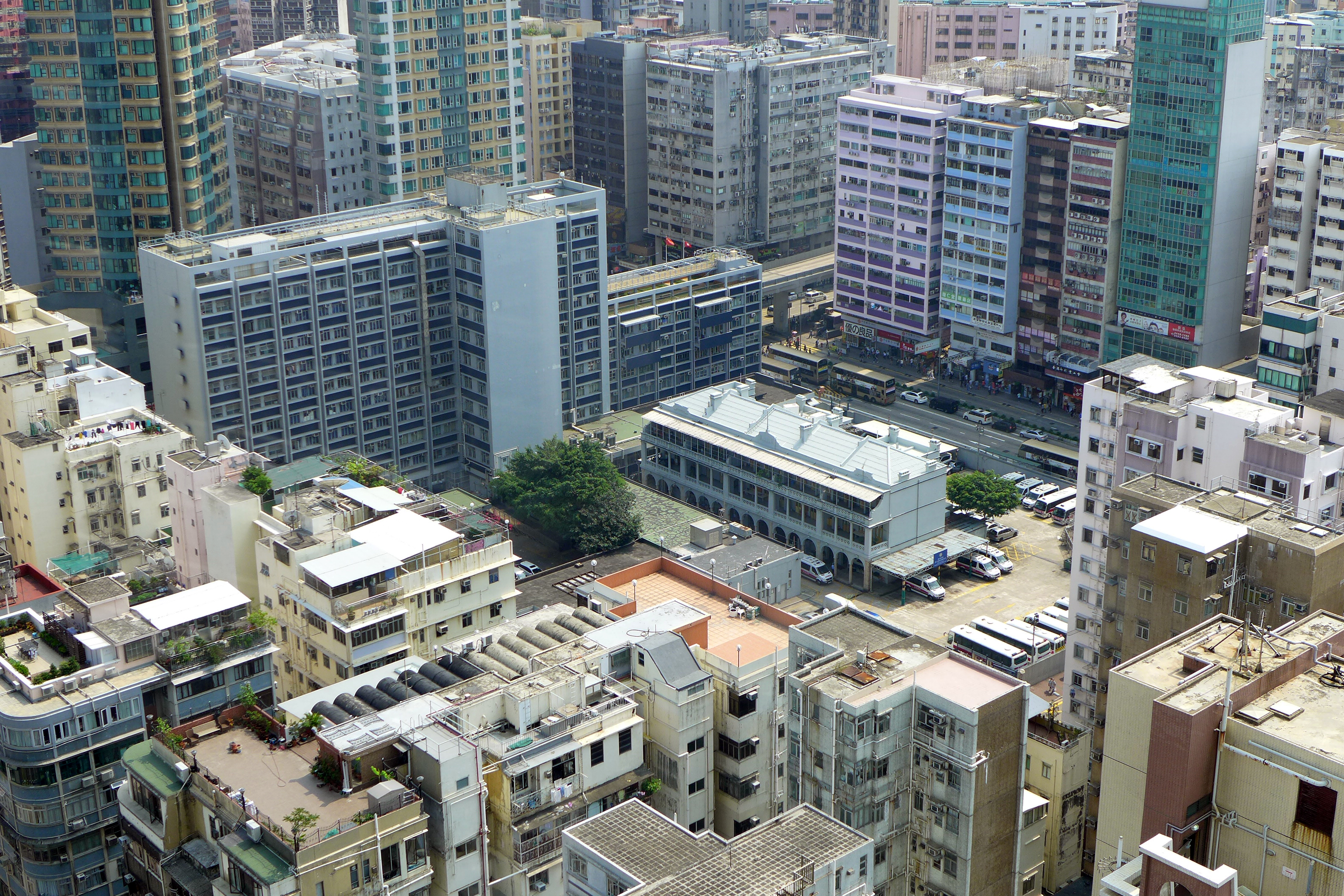
旺角警署全貌

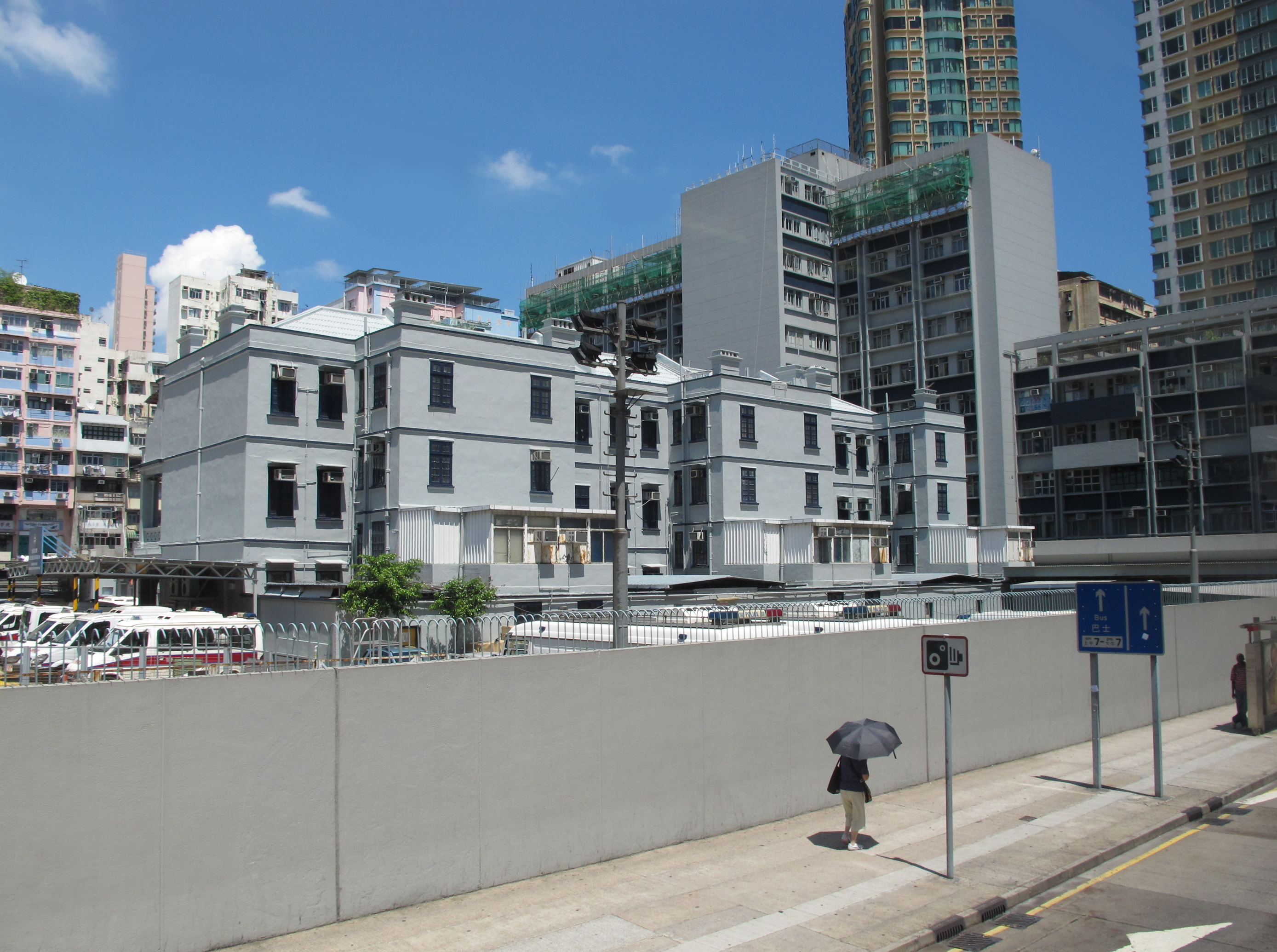
旺角警署其中的西九龍衝鋒隊基地已被列為二級歷史建築

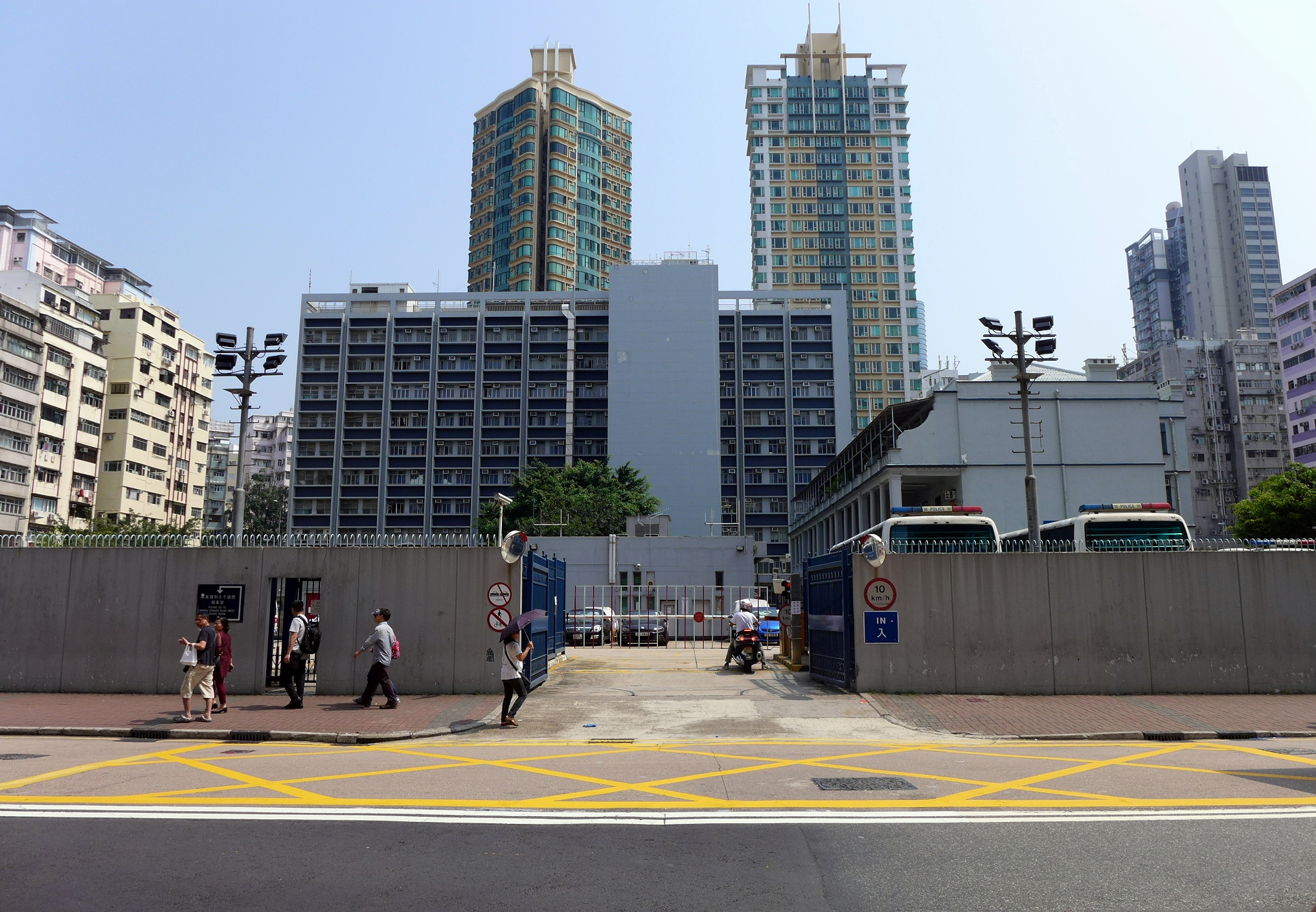
旺角警署停車場的閘口

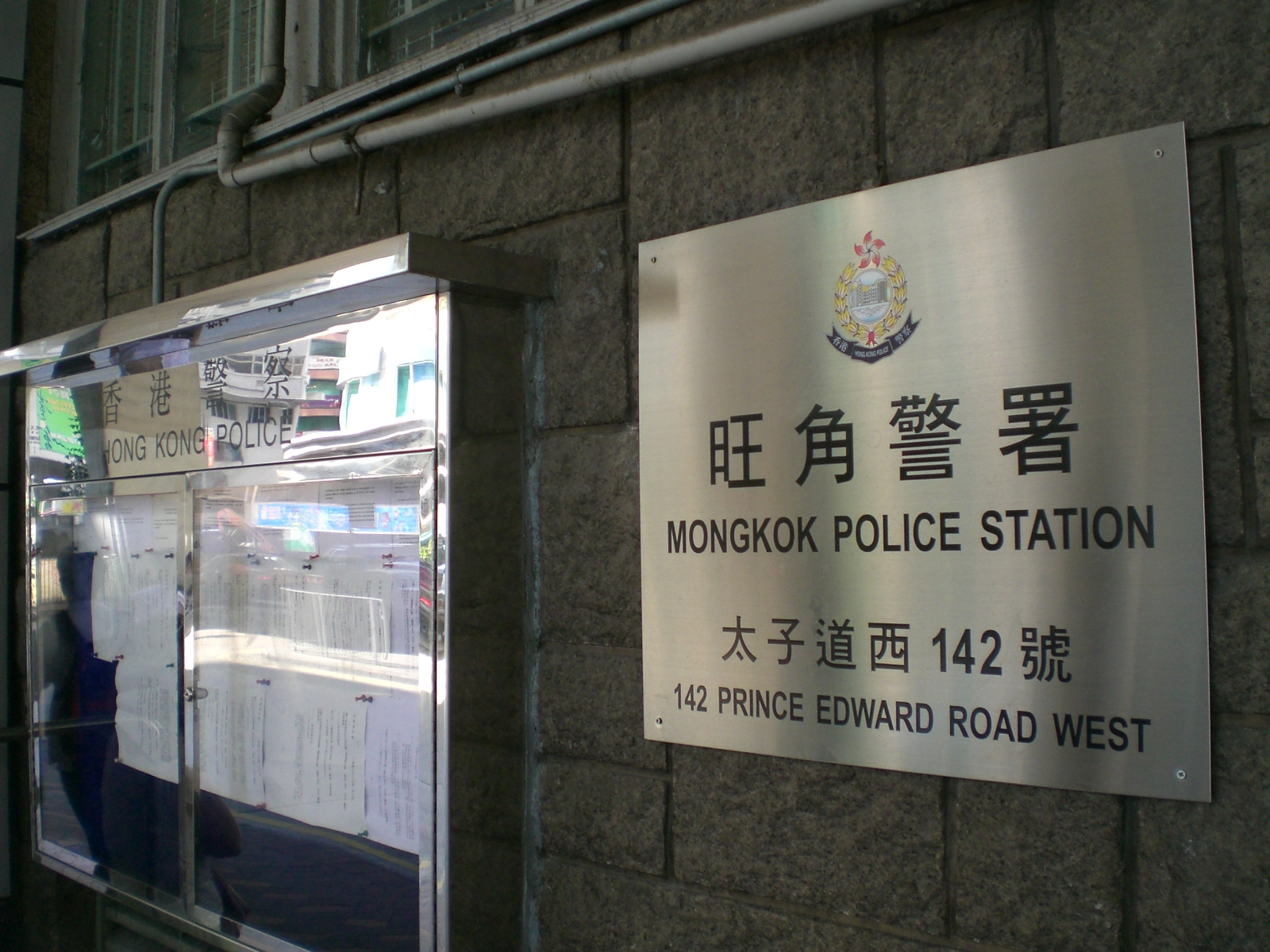
旺角警署門牌

旺角分區警署（英語：Mong Kok Divisional Police Station）簡稱旺角警署，是香港警務處西九龍總區旺角警區的警署，位於香港九龍旺角太子道西142號。其中衝鋒隊基地被古物諮詢委員會評定為二級歷史建築。

## 歷史
現址於1923年興建，於1925年落成，初時用作警察訓練用途。時宜，旺角警署位於今工業貿易署大樓原址。於1926年三月，現址因故由拔萃男書院借用一年。
於1964年，旺角警署遷至現址，並且進行擴建工程。

## 警員在警署內強姦及非禮報案女子
旺角警署強姦案發生於2008年11月，探員梁禮仲被查揭挪用了報案系統電腦記錄，於同年非禮了4名女子，其中一名更涉及於認人行列室內強姦，期後疑犯被控以多項的罪名，被判監12年，後被加監1年。事件對香港社會出造了極大迴響，使警隊的名聲嚴重受挫。事後，警務處實施了多項措施，包括成立誠信管理委員會、正直及誠實的品格行為指引、加強督導前線管理人員、重新檢討警署的電腦及建築保安系統（包括安裝閉路電視、在報案室牆身加上單面光鏡，讓值日官可以監察室內情況、使用接見室及認人室時，人員需要先行取用鎖匙及登記及登入內部電腦時，須採取雙重認證等），並且引入對投考者的心理評估測試等。

## 軼事
於2007年7月7日，一名女疑犯被探員盤問時，她突然被嚇至高呼狂叫，面容扭曲，驚惶失措，情緒失控。探員見狀即制止，女疑犯全身顫抖，雙眼慌張地望向牆角不停向探員呼叫看到一年輕的長髮女鬼從牆角飄出，張牙舞爪衝向她。女疑犯其後因情緒激動，需送往葵涌醫院治理。

## 鄰近地點
- 西洋菜街
- 通菜街
- 香島中學
- 警察體育遊樂會
- 警察會球場
- 旺角大球場
- 旺角花墟
- 界限街

## 相關參見
- 旺角警署強姦案
- 差館
- 警區
- 邪完再邪

## 外部連結
- 旺角警署及香港警員